# Hynek Fajmon
Hynek Fajmon (* 17. května 1968 Nymburk) je český politik, v letech 2004–2014 poslanec Evropského parlamentu za Občanskou demokratickou stranu, počátkem 21. století poslanec Poslanecké sněmovny Parlamentu České republiky.

## Biografie

### Vzdělání a osobní život
Vystudoval historii na Filozofické fakultě Univerzity Karlovy. V letech 1992–1993 absolvoval kurz pro diplomaty na Diplomatic Academy ve Vídni a v letech 1993–1994 studoval na London School of Economics, obor moderní britská politika.
Je ženatý. S manželkou Markétou mají děti Elišku, Theodora a Herberta.

## Politická kariéra
Je zakládajícím členem Občanské demokratické strany. V letech 1991-1992 pracoval jako volební manažer ODS. Po ukončení studii nastoupil jako poradce ministra zahraničních věcí pro záležitosti NATO. V letech 1995 až 1996 působil jako ředitel odboru bezpečnostní politiky MZV a následně jako poradce ministra obrany pro záležitosti NATO.
Dlouhodobě je aktivní v místní politice. V komunálních volbách roku 1994, 1998, 2002, 2006, 2010, 2014 a 2018 byl zvolen do zastupitelstva města Lysá nad Labem za ODS. V roce 1998 se stal starostou Lysé nad Labem a tento post zastával do roku 2001.
Ve volbách v roce 1998 kandidoval do poslanecké sněmovny za ODS (volební obvod Středočeský kraj). Nebyl zvolen, ale do sněmovny nastoupil dodatečně v březnu 2001 (jako náhradník poté, co po zvolení do krajského zastupitelstva rezignoval poslanec Petr Bendl). Obhájil mandát ve volbách v roce 2002 a ve sněmovně setrval do července 2004. Byl členem sněmovního výboru pro evropskou integraci, respektive výboru pro evropské záležitosti.

### Kandidatury do Evropského parlamentu (2004, 2009)
Ve volbách roku 2004 byl zvolen za Českou republiku do Evropského parlamentu, kde působil jako člen rozpočtovém výboru a stálé delegace EP pro vztahy s Čínskou lidovou republikou. Tento mandát obhájil ve volbách roku 2009 a byl zařazen do Výboru pro zemědělství a rozvoj venkova. Byl zde členem frakce Skupina Evropských konzervativců a reformistů. V roce 2014 již nekandidoval.

### Hodnocení europoslance H. Fajmona (dle think-tanku Evropské hodnoty)
Dle vydané zprávy výše uvedeného think-tanku, která se vztahuje na období před následujícími volbami do Evropského parlamentu (2014) vyplývá následující:
1. Docházka – obsadil 18. místo z celkových 22 českých europoslanců,
2. Účast na jmenovitých hlasování českých europoslanců – obsadil 11. místo z celkových 22 českých europoslanců,
3. Zprávy předložené zpravodajem českými europoslanci – obsadil 16.–22. místo z celkových 22 českých europoslanců,
4. Stanoviska předložená českými europoslanci – obsadil 6.–10. místo z celkových 22 českých europoslanců,
5. Pozměňovací návrhy českých europoslanců – obsadil 13. místo z celkových 22 českých europoslanců,
6. Parlamentní otázky českých europoslanců – obsadil 5. místo z celkových 22 českých europoslanců,
7. Písemná prohlášení českých europoslanců – obsadil 6.–22. místo z celkových 22 českých europoslanců,
8. Návrhy usnesení českých europoslanců – obsadil 18.–19. místo z celkových 22 českých europoslanců,
9. Vystoupení na plenárním zasedání českých europoslanců – obsadil 16. místo z celkových 22 českých europoslanců.

## Knihy a publikace
- Fajmon, H. (2008): Slovníček evropských levicových pojmů, Centrum pro studium demokracie a kultury, Brno
- Balík, S., Fajmon, H., Hloušková, K. (eds., 2008): Dusivé objetí. Historické a politologické pohledy na spolupráci sociálních demokratů a komunistů, Centrum pro studium demokracie a kultury, Brno
- Pečinková, I. (ed., 2007): Euro versus koruna. Rizika a přínosy jednotné evropské měny pro ČR, Centrum pro studium demokracie a kultury, Brno
- Fajmon, H., Hloušková, K. (eds., 2005): Konec soužití Čechů a Němců v Československu. Sborník k 60. výročí ukončení II. světové války, Centrum pro studium demokracie a kultury, Brno
- Fajmon, H. (2005): Sovětská okupace Československa a její oběti, Centrum pro studium demokracie a kultury, Brno
- Fajmon, H. (2004): Cesta České republiky do Evropské unie, Centrum pro studium demokracie a kultury, Brno
- Fajmon, H., Joch, R. (2002): Margaret Thatcherová a Ronald Reagan - politici svobody, CEVRO, Praha
- Fajmon, H. (2002): Jak získáte od starosty to, co potřebujete, Barrister & Principal, Brno
- Fajmon, H. (1999): Margaret Thatcherová a její politika, Barrister & Principal, Brno